# Santana das Palmeiras
Santana das Palmeiras foi uma próspera freguesia que existiu às margens da Estrada do Comércio na serra do Tinguá, e que foi abandonada no final do do século XIX.

## História
Em 1822, foi concluída a construção da Estrada do Comércio que forneceu um novo caminho do porto do Rio de Janeiro até Minas Gerais e Goiás. O trajeto começava na então freguesia de Nossa Senhora da Piedade do Iguaçu (hoje dentro do município de Nova Iguaçu), cortava a atual Reserva Biológica Federal do Tinguá subindo as serras, passava pelo arraiais da Estiva (hoje município de Miguel Pereira, Arcádia e Vera Cruz e chegava no porto de Ubá (atual Andrade Pinto, distrito de Vassouras), nas margens do rio Paraíba do Sul,. de onde se podia continuar para Minas Gerais e Goiás.
A Estrada do Comércio incentivou o comércio do Rio de Janeiro com as regiões "serra acima" e o movimento nos portos do rio Iguaçu. As tropas de burros desciam a serra com produtos alimentícios para o consumo na Corte Imperial e café para exportação no porto do Rio de Janeiro.
Nas margens da Estrada do Comércio, surgiu o arraial de Santana da Serra do Comércio. Esta é a mesma serra do Tinguá, só que neste trecho recebeu este nome devido a passagem da Estrada do Comércio. O local chegou a ser apontado como uma segunda Petrópolis devido à localização serrana e clima ameno. O arraial de Santana cresceu com o comércio devido ao movimento na Estrada do Comércio, mas também com o várias fazendas de café que surgiram na região.
Em 1842, a Estrada do Comércio foi reformada pelo coronel do Imperial Corpo de Engenheiros Conrado Jacob de Niemeyer o que favoreceu ainda mais o crescimento do arraial de Santana da Serra do Comércio.
Francisco Peixoto de Lacerda Werneck, segundo barão de Pati do Alferes, pretendeu transformar o arraial em uma cidade cujo nome seria Isabelópolis, em homenagem à princesa Isabel, assim como já existiam as vizinhas Petrópolis e Teresópolis que homenageiam o imperador Pedro II e sua esposa. Para isto, seria necessário haver no local uma igreja matriz condigna. Assim, barão de Pati do Alferes despendeu mais de sessenta contos de réis na construção da igreja de Santana. 
Em 1854, os moradores do arraial solicitaram ao presidente da província do Rio de Janeiro que a igreja construída com as doações do barão de Pati do Alferes fosse elevada à paróquia do povoado. Atendendo a este pedido, o arraial foi elevado a freguesia de Santana das Palmeiras em 6 de outubro de 1855, como parte da então vila de Nossa Senhora da Piedade do Iguaçu.
A nova freguesia contava na época com cerca de dois mil moradores. Além da suntuosa igreja matriz de Santana, havia mais de duzentas casas, duas escolas (uma para meninos e outra para meninas), agênca postal, delegacia, várias lojas  de comércio e dois cemitérios (um para homens brancos, livres e ricos, outro para negros, escravos e indigentes).
O trânsito de pessoas e mercadorias na Estrada do Comércio diminuiu quando se inaugurou a Estrada de Ferro Dom Pedro II (atual Estrada de Ferro Central do Brasil), em 29 de março de 1858, ligando a Corte do Rio de Janeiro com Queimados e, anos depois, com Minas Gerais. Depois houve a abertura da Estrada de Rodeio (atual Engenheiro Paulo de Frontin) a Paty do Alferes que proporcionou um caminho alternativo até a região cafeeira do vale do rio Paraíba do Sul. O comércio que existia na freguesia de Santana das Palmeiras foi duramente afetado com a diminuição do trânsito na Estrada do Comércio e deixou de haver investimentos na freguesia.
A degradação ecológica da Baixada Fluminense causou o assoreamento de rios e a formação de pântanos infestados de mosquitos que mantinham endemias, o que também acelerou o despovoamento da região.
Como o abastecimento de água da cidade do Rio de Janeiro ficou criticamente insuficiente no final da década de 1860, o governo imperial publicou um anúncio no Jornal do Comércio que dizia: "compram-se terras regadas por água potável para abastecimento da Corte". Vários fazendeiros da Santana das Palmeiras ofereceram terras junto ao rio São Pedro por preços irrisórios. O governo imperial comprou estas terras e obteve outras por doação de Francisco Pinto Duarte, futuro segundo barão do Tinguá. As obras da adutora do rio São Pedro foram concluídas em 1877, o que assegurou o abastecimento de água para o Rio de Janeiro. Nas terras compradas pelo governo imperial, a Mata Atlântica começou lentamente a regenerar-se.
O livro de atas da Câmara de Vereadores do município de Iguaçu registra que em março de 1889 ninguém residia em Santana das Palmeiras. Segundo alguns pesquisadores, a freguesia ainda possuía alguns poucos habitantes nesta data, mas a Câmara de Vereadores tinha interesse no seu fim imediato para que pudesse aplicar as verbas em outras localidades mais promissoras.
Finalmente a igreja matriz de Santana das Palmeiras foi fechada e a povoação ficou totalmente desabitada. A imagem de Santana e o sino da igreja matriz foram piedosamente levados para uma outra igreja inaugurada em 1901 no distrito de Conrado, atualmente pertencente ao município de Miguel Pereira.
Apesar disto, o nome de Santana das Palmeiras se manteve por algum tempo. A nova organização político-administrativa que surgiu com a proclamação da República, faz com que os decretos estaduais nºs 1 e 1-A de 1892 transformem a área da antiga freguesia no distrito de Santana das Palmeiras anexado à vila de Iguaçu. A divisão administrativa de 1911 ainda manteve um distrito denominado Santana das Palmeiras no município de Iguaçu, porém, em 1919, este passa a se denominar Santa Branca. Pela Lei Estadual n.º 1.799, de 08-01-1924, o distrito de Santa Branca passou a denominar-se Bonfim. Em 1943 foi anexado ao recém criado município de Duque de Caxias.
No local onde existia a sede da freguesia, encontram-se hoje várias ruínas de construções do século XIX, entre as quais as da igreja matriz de Santana e dos cemitérios dos homens brancos e dos negros. O conjunto é apelidado de "Machu Picchu do Iguaçu"